# 280/285系列柴油机
280/285系列柴油机是由中国戚墅堰机车车辆厂（今中车戚墅堰机车）开发研制的四冲程中速柴油机产品系列，气缸直径为280毫米，活塞行程为285毫米，气缸排列形式有直立式和50°夹角V型两种，输出功率可达2,000马力～6,000马力。除戚墅堰机车车辆厂之外，资阳内燃机车厂亦有生产该系列柴油机。

## 发展历史

### 16V280ZJ
1975年初，随着资阳内燃机车厂建成投产，戚墅堰机车车辆厂根据中华人民共和国铁道部的决定，将东方红4型柴油机车的试制和改进任务交由资阳内燃机车厂继续进行。“四五”、“五五”期间，由于当时中国铁路机车车辆工业缺乏一个比较稳定的发展规划，铁路技术政策摇摆不定。戚墅堰机车车辆厂交出东方红4型柴油机车的研制任务之后，工厂产品发展方向一时之间难以确定，国家计委批准工厂转为承担东风4型柴油机车的厂修任务。戚墅堰机车车辆厂在转修内燃机车的同时，也在探索工厂未来主导产品的发展道路。工厂分析了当时中国铁路运输状况和各种铁路机车车型的生产及使用情况后，认定提高货物列车重量、提高列车运行速度和密度将是铁路发展的主要技术政策。工厂经过研究和计算后认为，针对当时铁路科技发展规划中提出的远期计划，机车要达到在平直道上以时速80公里以上牵引4,000吨的货物列车、以时速120公里以上牵引旅客列车的目标，机车轮周牵引功率应达到3,450马力（2,537千瓦）以上，柴油机装车功率应达到4,750马力（3,493千瓦）以上。戚墅堰机车车辆厂据此提出了研制4,500马力至5,000马力大功率柴油机的构想，但由于当时铁道部制定的铁路技术政策只限于180毫米、200毫米、240毫米（240/275系列柴油机）三种缸径的柴油机，其他类型的柴油机不能列入国家发展计划。1976年7月，工厂发动全厂职工大讨论，工厂党委召开常委扩大会议，用三天时间研讨了中国铁路牵引动力发展的方向和工厂研制大功率柴油机车的可行性，又分析了单节单机组大功率柴油机车的各方面优越性，最终拍板决定在没有上级计划、没有试制费用的情况下着手自行研制大功率柴油机。
开发过程的第一步是确定柴油机的功率等级，除了考虑到柴油机的可靠性和使用寿命、需要保留一定的功率储备的同时，也预留了未来的发展余地，最后决定将柴油机的持续功率定为5,400马力（3,972千瓦），最大功率定为6,000马力（4,412千瓦），16缸机型的单缸功率功率在350~400马力之间。因应中国当时的工业技术水平，决定将开发过程分为两个阶段，第一阶段目标为最大功率5,000马力（3,676千瓦）、持续功率定4,500马力（3,310千瓦），在经过充分的试验考核之后，再将柴油机功率水平逐步提升到原定目标值。为了避免产生过大的热负荷及机械负荷、影响发动机的使用寿命，工厂决定将柴油机的平均有效压力定为每平方厘米16~18公斤、活塞平均速度定为10.5米/秒，并在此基础上对气缸直径为260~290毫米的方案进行了模拟计算，在考虑到柴油机的用途、性能、体积、重量等综合因素之后，确定其气缸直径为280毫米、活塞行程为285毫米、气缸夹角为50°、额定转速为每分钟1,100转。
1977年春季，戚墅堰机车车辆厂完成了单缸机和16缸机的全部设计图纸，同时开始制作单缸试验机。同年9月，试制出单缸试验机并展开试验，以寻找最佳燃烧系统参数。同年11月，单缸机在进行了磨合调整和完善试验台配套后，借用12V240ZJ型柴油机的高压喷油泵及多孔喷嘴，开始进行供油系统方案的配套试验；由于280/285柴油机的缸径和排量远大于240/260柴油机，使得单缸机在250马力以上工况下的燃烧过程严重恶化。工厂对供油、配气、燃烧系统进行了40多种方案的比较试验后，使其燃烧性能逐步改善。1978年1月，单缸试验机功率首次达到330马力；在经过进一步改良和强化后，于1978年5月和8月分别达到了375马力和404马力。与此同时，戚墅堰机车车辆厂还与铁道部科学研究院机车车辆研究所合作，为280/285柴油机研制了新型三圆弧油泵凸轮，并在单缸机上进行了配气机构动力学试验和燃烧室主要零部件热负荷试验。
1978年3月，戚墅堰机车车辆厂开始准备试制16缸原型机。1979年5月6日，第一台16V280ZJ型柴油机组装完毕，同年6月7日开始进行磨合调整试验，当柴油机转速为每分钟1,000转时，输出功率已达到了5,000马力的预期目标。同时，无锡动力机厂研制出新一代的60GP型轴流式增压器，并与戚墅堰机车车辆厂合作完成了增压器的第一阶段配套试验工作。1979年11月至12月，16缸原型机在运转了71小时后，对其进行了全面解体检查，未发现零部件的异常磨损情况。同时，戚墅堰机车车辆厂试制出第二台16V280ZJ型柴油机，并在该机上进行了全面的静强度测试。1979年12月至1980年11月，戚墅堰机车车辆厂与铁道部科学研究院合作，在16V280ZJ型柴油机上进行了燃烧、配气、供油、增压、震动、扭转等试验项目。试验结果表明，柴油机大部分时间都能在按机车工况之牵引特性的高效率范围内运转，燃油消耗率介乎160～165克/有效马力·小时。为了寻找适合16V280ZJ型柴油机使用的调速器，先后使用过五款调速器作配套试验，包括戚墅堰机车车辆厂自制加装阻尼装置的QJY-2型调速器（原用于东方红4型柴油机车之16V200ZL-2型柴油机）、天津机车车辆机械工厂研制的QY300型调速器（原用于东风4型柴油机车之16V240ZJ型柴油机）、伍德沃德PG型风控液压全制式调速器（原用于进口的ND4型柴油机车）、大连内燃机车研究所研制的QY300NDG型全制式调速器（部分结构仿制自伍德沃德PG型调速器）、天津机车车辆机械工厂研制的联合调节器-B型液压全制式调速器（原用于东风4B型柴油机车之16V240ZJB型柴油机），最终决定采用性能较佳的联合调节器-B型调速器。
1980年10月27日至31日，戚墅堰机车车辆厂联同铁道部科学研究院、大连内燃机车研究所、无锡动力机厂等，按照国际铁路联盟（UIC）的标准对16V280ZJ型柴油机进行了持续功率为4,500马力（3,310千瓦）的100小时型式试验。该柴油机顺利完成UIC 100小时试验后被全面拆解检验，显示其主要零部件磨损较小，设计和工艺亦无重大缺陷。1981年12月，16V280ZJ型柴油机完成了UIC 360小时台架耐久试验，同时并进行了两种标定转速（每分钟1,100转、每分钟1,000转）情况下的对比试验。降低标定转速意味着活塞平均速度降低，机械应力、运动零件磨损、燃油消耗率相应下降，从而提升了柴油机的可靠性，工厂最后决定在保持标定功率不变的情况下，将标定转速由原来每分钟1,100转降为每分钟1,000转。当时，铁道部专家组考察戚墅堰工厂后，评价“280柴油机是戚厂历史的转折点，也是中国大功率内燃机零突破的母体”。
1982年10月，为了尽早发现柴油机在长期使用中可能产生的问题，在配套之新型牵引电机机组尚未面世的情况下，铁道部科技局与机务局向戚墅堰机车车辆厂下达通知，要求将16V280ZJ型柴油机装上进厂大修的东风4型0267号机车，进行20万公里运用考核。柴油机改装工作于1982年12月20日竣工，由于16V280ZJ型柴油机的外型尺寸和16V240ZJ型柴油机相差不大，除了车体顶盖、主发电机通风道、机组安装位置、连接管道及传动轴等零部件稍作修改外, 其余部分均和原车保持相同。受牵引电机组实际容量的限制和受柴油机标定转速降低的影响，将柴油机装车功率暂定为3,600马力（2,650千瓦），标定转速定为每分钟1,050转，牵引发电机直流输出功率从原本的2,059千瓦提高到2,260千瓦。改装完毕后的东风4型0267号机车返回上海铁路局南京东机务段，于1983年1月1日起投入沪宁铁路运用，与该段配属的其余33台东风4型机车共同担当南京东至南翔之间的货物列车牵引任务。1984年6月18日，东风4型0267号机车行驶逾22万公里之后进行架修，柴油机经部分拆解检查后显示情况良好，重新组装好后于同年8月14日起继续进行线路运行试验。至1985年2月7日为止，该机车共计行驶302,865公里。试验结果显示，16V280ZJ型柴油机的热负荷和15档以下的燃油消耗率均低于16V240ZJ型柴油机，在30万公里运行试验期间的平均油耗为每万吨公里19.33公斤。1983年，戚墅堰机车车辆厂根据柴油机的试验结果，完成改进设计后的图纸修订工作，制造出第三台16V280ZJ型柴油机。1984年10月，装用这台柴油机的东风8型0001号机车在戚墅堰机车车辆厂竣工，并于同年底交付上海铁路局进行15万公里运用考核。在东风8型柴油机车上，16V280ZJ型柴油机按标定功率5,000马力（3,676千瓦）、持续功率4,500马力（3,310千瓦）使用，已达到了当初定下的第一阶段目标。
1981年起，为了进一步改善柴油机的技术性能、经济性、可靠性，戚墅堰机车车辆厂便利用单缸试验机开展了大量关于供油系统、配气系统的优化工作，设计了新的喷油泵、喷油器和增压系统。1983年，为了改善离心压气机的性能和效率，无锡动力机厂在铁道部科学研究院的协助下，设计了采用双列叶栅扩压机的60GP-4型增压器（即320P-7M型增压器），这也是中国第一款采用串列叶栅技术的涡轮增压器。1983年9月，60GP-4型增压器被装上第二台16V280ZJ型柴油机，在戚墅堰机车车辆厂内的试验台上进行匹配试验。1984年5月，为了确定柴油机的最佳燃油消耗率，工厂再次进行了双列与单列扩压机的增压器对比试验；与原本采用单列双圆弧扩压机的60GP型增压器相比，60GP-4型增压器应用于16V280ZJ型柴油机后，不仅使额定工况下油耗率平均下降了1～2%，并有效解决了柴油机在高负荷时的喘振问题。
1985年，为了进一步改善柴油机的油耗表现和可靠性，工厂向瑞士布朗-博韦里公司（BBC）订购了VTC254-13型增压器，并设计了模件式串接脉冲转换器增压系统（MPC），取代了原本使用的320P-7M型增压器和双脉冲增压系统。16V280ZJ型柴油机使用MPC增压系统后，在标定工况下的油耗率比脉冲增压系统低3～4克/有效马力·小时。从1987年起，新造的东风8型柴油机车均改为使用江津增压器厂引进布朗-博韦里公司专利生产的VTC254-13型增压器。1988年9月，作为东风8型机车部级鉴定试验的项目之一，16V280ZJ型柴油机于戚墅堰机车车辆厂的试验台上完成了100小时性能鉴定试验，并于1988年12月在大连内燃机车研究所的试验台上完成了360小时耐久试验，各项性能指标均达到了设计任务书的要求。1989年2月，16V280ZJ型柴油机与东风8型柴油机车通过了部级鉴定，并获批准投入批量生产。16V280ZJ型柴油机先后于1986年获得了“六五”国家科技攻关奖，于1989年获得了铁道部科技进步一等奖，于1990年获得了国家科技进步一等奖。

### 16V280ZJA
1980年代后期，中华人民共和国铁道部提出了开行编组辆数20节、最高速度140公里/小时、运行时间不超过15小时的“朝发夕至”或“夕发朝至”特快旅客列车，并将研制牵引这种列车的大功率客运柴油机车列入国家“七五”重点科技攻关项目。为此，铁道部拟定了大功率客运柴油机车的主要技术条件，要求机车标称功率达到4,200马力（3,090千瓦），柴油机最大运用功率达到4,910马力（3,610千瓦）。1987年，戚墅堰机车车辆厂联合铁道科学研究院机车车辆研究所、株洲电力机车研究所、西南交通大学、上海铁道学院参加投标，并以最高分中标及承担两台客运机车的试制任务。同年，戚墅堰机车车辆厂在16V280ZJ型柴油机的基础上，着手开发功率更大的16V280ZJA型柴油机。根据客运柴油机车的技术条件和使用要求，将柴油机的标定功率定为5,250马力（3,860千瓦），装车功率定为4,910马力（3,610千瓦），比16V280ZJ型柴油机提高约10%。考虑到尽量减轻客运机车轴重的需要，因此在改进设计时还要对柴油机进行减重。同时，在满足提升功率、降低油耗和提高可靠性、耐久性的前提下，零部件尽量保持与16V280ZJ型柴油机的通用性和互换性。
1988年1月，为解决提升功率后部分气缸排温比其余气缸高的原因，利用燃烧分析仪对柴油机进行性能测试。1989年6月至12月，对柴油机进行了增压、燃烧、配气、供油等方面的配套试验，分析了在各种工况时的增压器通流元件规格、压缩比、喷油提前角之间的关系，在大量试验数据的基础上确定了柴油机主要参数。1990年6月，在16V280ZJA型柴油机上进行了连续50小时运转考核试验，并顺利进行了标定功率负荷特性试验、装车功率牵引特性试验、不同供油位置时的功率、扭矩和油耗特性试验。1990年10月，戚墅堰机车车辆厂试制出第一台装用16V280ZJA型柴油机的东风9型柴油机车，成为当时中国国内功率最大的单机组电力传动柴油机车。随后，因应广深铁路开行准高速旅客列车的需要，铁道部要求将机车最高速度提高至160公里/小时，戚墅堰机车车辆厂在东风9型柴油机车的基础上，于1992年研制出新一代的东风11型柴油机车，同样采用了16V280ZJA型柴油机作为动力装置。1993年3月，16V280ZJA型柴油机按UIC试验规程完成100小时模拟试验。1994年4月，东风11型柴油机车在北京环行铁道的最高试验速度达到183公里/小时，创下了当时“中国铁路第一速”。1994年9月，16V280ZJA型柴油机通过UIC 100小时性能试验，并于1995年1月完成UIC 360小时耐久试验。1996 年，16V280ZJA型柴油机随同东风11型柴油机车通过铁道部科技成果鉴定和国家“八五”重点科技攻关项目验收。而后来面世的东风8B型柴油机车、东风11G型柴油机车亦采用了16V280ZJA型柴油机。
16V280ZJA型柴油机的最大功率为5,772马力（4,246千瓦），标定功率为5,250马力（3,860千瓦），额定转速为每分钟1,000转，最低空载转速为每分钟400转，活塞平均速度为9.5米/秒，标定工况下的平均有效压力为1.65兆帕（每平方厘米16.82公斤），额定功率运转时的燃油消耗量为153克/有效马力·小时（208克/有效千瓦·小时）。16V280ZJA型柴油机仍采用球墨铸铁整体铸造机体、合金钢全纤维挤压成形曲轴、钢顶铝裙组合式活塞、合金硼铸铁湿式气缸套。出于机车轴重限制和制造成本上的考虑，16V280ZJA型柴油机采用了大圆盘薄板联轴节与牵引发电机联接，取代16V280ZJ型柴油机上使用的盖斯林格联轴节，并重新设计了与大圆盘薄板联轴节相匹配的卷簧联轴器，以及减少厚度的连结箱和盘车机构。此外，还增大了全铝制中冷器的冷却面积，以提高增压空气的散热能力。柴油机采用模件式串接脉冲转换器增压系统（MPC），并选用江津增压器厂的VTC254-13型增压器与之配套。后来，为了进一步降低柴油机在部分负荷工况时的排气温度，部分又改为使用VTC254-13G型增压器或由大连内燃机车研究所研制的ZN310-LSA4型增压器。

## 参看
- 240/275系列柴油机
- 240/260系列柴油机